# Max von Pettenkofer
Max Joseph von Pettenkofer (født 3. december 1818 i Neuburg ved Donau, død 9. februar 1901 i München) var en tysk hygiejniker.
Pettenkofer kom 1827 til sin onkel i München, begyndte sit universitetsstudium der, men kom derpå i lære i onkelens apotek en tid, tog atter fat på medicinen og blev apoteker 1843 og Dr. med. samme år. Han kastede sig over kemien, studerede et år hos Joseph Scherer i Würzburg og Justus Liebig i Giessen (1843—44), men vendte så tilbage til München, hvor han efter mange vanskeligheder blev ekstraordinær professor 1847 og 1852 ordentlig professor i medicinsk kemi. Sin litterære virksomhed havde Pettenkofer begyndt med nogle udmærkede kemiske afhandlinger; i en af dem angav han en specifik reaktion på galdesyre ("Pettenkofers reaktion", Annalen der Chemie und Pharmacie, LII, 1844), i andre offentliggjorde han grundlæggende studier over kreatin og kreatinin, hippursyre og over spyttets sulphocyanater. Under sit arbejde som medicinsk kemiker blev han flere gange ledet ind på spørgsmål, vedrørende de ydre betingelser for sundheden: jordbundens, luftens og vandets sammensætning og deres forhold til sundhed og sygdom, og med den store betydning for øje, som de kemiske undersøgelser i Liebigs hænder havde fået for det praktiske liv, blev det ham mere og mere klart, at hvis medicinen skulle blive i stand til at afværge sygdomme, måtte studiet af omgivelserne og de ydre mediers forhold til de fysiologiske og patologiske processer gennemarbejdes på et eksakt naturvidenskabeligt grundlag. Selv førte han sine arbejder direkte ind på opgaver af denne art, og bliver herved grundlæggeren af den moderne naturvidenskabelige eksperimentelle hygiejne. I denne periode falder hans skrifter Die Bestimmung der Kohlensäure in der Luft und im Wasser, 1858; Über Luftwechsel in Wohngebäuden, 1858 og arbejder over atmosfærens forhold til klædedragten, boligen og jordbunden, 1877. Andre undersøgelser gjaldt opvarmning (ovne, centralvarme), andre igen viste, at luft kan passere selv det tykkeste murværk, og at atmosfæren kan blandes med luftarter fra jordbundens dybere lag, og forurenes derved. En anden række undersøgelser drejede sig om grundvandet og dets bevægelser, — og i forbindelse hermed påbegyndes de berømte undersøgelser over koleraens udbredelse og over tyfus og dens forhold til jordbund, grundvand og afledningsforhold for vandet, som han senere fortsætter hele livet igennem.
Det blev nu klart for alle, at der her var ved at udvikle sig en ny videnskab, og 1865 blev det første selvstændige professorat for hygiejne oprettet i München og selvfølgelig besat med Pettenkofer. I 1875 kunde Pettenkofer indvie det første, alene for dette formål byggede laboratorium i München. Ved dette virkede Pettenkofer, til han 1894 trak sig tilbage fra universitetet. Han har i sine talrige skrifter beskæftiget sig med næsten alle grene af den praktiske hygiejne, men særlig betydning har hans arbejder over de epidemiske sygdommes 
(særlig kolera og tyfus) udbredningsforhold fået. Han antager her ganske vist tilstedeværelsen af et smitstof, men hævder den afgørende indflydelse af omgivelserne (jordbund, vand osv.) på epidemierne og deres forløb. Efter at den nyere bakteriologi var kommen frem, og efter at en række bakteriologer — vel ensidigt — havde fremhævet mikroorganismerne som de eneste afgørende betingelser for epidemierne, kom Pettenkofer til at stå i et vist polemisk modsætningsforhold til denne skole, af hvilken de øvrige hygiejniske forhold ofte blev oversete. På bunden er modsætningen næppe så stor, som den synes. De mest kendte af Pettenkofers videnskabelige arbejder er: Untersuchungen und Beobachtungen über die Verbreitungsart der Cholera (1855)], Hauptbericht über die Choleraepiemie in Bayern (1857), Über die Choleraepid gegenwärtige Stand der Cholerafrage (1873), Zur Aetiologie des Tyfus (1872), Der Boden und sein Zusammenhang mit der Gesundheit des Menschen (1882). Sammen med Hugo von Ziemssen har han udgivet en stor Handbuch der Hygiejne des Menschen (1882 ff.).